# Świdnica (Lubusz)
Świdnica (in tedesco Schweinitz) è un comune rurale polacco del distretto di Zielona Góra, nel voivodato di Lubusz.
Ricopre una superficie di 160,8 km² e nel 2004 contava 5 657 abitanti.